# Liste der Monuments historiques in Auriolles
Die Liste der Monuments historiques in Auriolles führt die Monuments historiques in der französischen Gemeinde Auriolles auf.

## Liste der Objekte
| Bezeichnung | Beschreibung            | Standort                       | Kennzeichnung | Schutzstatus | Datum | Bild |
| ----------- | ----------------------- | ------------------------------ | ------------- | ------------ | ----- | ---- |
| Glocke      | Bronze, 17. Jahrhundert | in der Kirche St-Pierre (Lage) | PM33000035    | Classé       | 1942  |      |